# Audubon (Minnesota)
Pour les articles homonymes, voir Audubon.
Audubon est une ville américaine située dans le Comté de Becker, dans le Minnesota. Selon le recensement de 2010, sa population est de 519 habitants.